# Île Rábida
Pour les articles homonymes, voir Rábida (homonymie) et Jervis.
L'île Rábida, en espagnol Isla Rábida, aussi appelée île Jervis, est une petite île inhabitée d'Équateur située dans l'archipel des Galápagos, à moins de cinq kilomètres au sud de l'île Santiago.

## Toponymie
Le nom de cette île est intimement lié à la découverte du Nouveau Monde par Christophe Colomb. La Rábida fait référence au Monastère de La Rábida à Palos de la Frontera, dans la province de Huelva, à l'extrême sud-ouest de l'Espagne. C'est dans ce monastère que Christophe Colomb a vécu et préparé son expédition, plusieurs années avant de réaliser son projet. Il y a rencontré Martín Alonso Pinzón, originaire de cette ville, qui l'accompagnera dans son aventure comme capitaine de la caravelle La Pinta. Ce dernier est d'ailleurs enterré dans ce monastère.
L'autre nom Jervis lui fut donné, en l'honneur de l'amiral britannique John Jervis, par l'officier de marine anglais James Colnett en 1798, à l'occasion de son voyage le conduisant jusqu'aux îles Galápagos. Dans l'ouvrage de Colnett, le nom est écrit de manière erronée Jarvis.

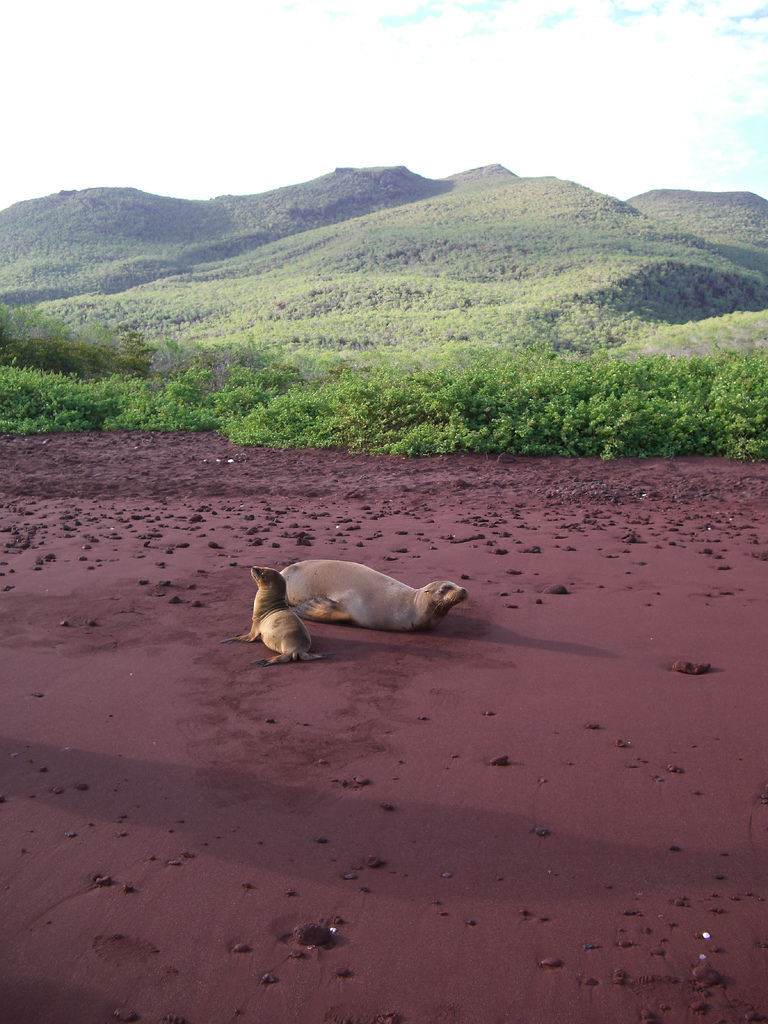
Lions de mer sur une plage de l'île Rábida.